# Learjet 24
Beim Learjet 24 der Lear Jet Corporation handelt es sich um ein zweistrahliges Geschäftsreiseflugzeug in Tiefdeckerauslegung. Das Flugzeug hat ein Zweipersonen-Cockpit und eine Kabine für bis zu 6 Passagiere, die in der Sitzanordnung 1+1 untergebracht sind. Typischerweise wurden jedoch nur Sitze für 4 Passagiere eingebaut.

## Geschichte
Der Learjet 24 ist die Weiterentwicklung des Learjet 23. Wichtigstes äußeres Unterscheidungsmerkmal sind die nun vorhandenen 2 Kabinenfenster auf der rechten Seite anstelle des einen des Vorgängers. Es wurden bessere Triebwerke eingesetzt und einige kleinere Änderungen vorgenommen, um den Zulassungsbestimmungen des FAR Teil 25 zu genügen. Dazu gehörte auch eine geänderte Windschutzscheibe, Zusatztanks an den Flügelspitzen (Tip-Tanks) und ein Feuerlöschsystem für die Triebwerke. Der Erstflug fand am 24. Januar 1966 statt. Verschiedene Varianten waren die 24A, B, C, D, E und F, mit Änderungen der Startmasse, der Reichweite, der Kabine und der Triebwerke.
Bei einem Weltumrundungsflug vom 23. bis 26. Mai 1966 stellte die erste Serienmaschine der Variante 24A (Kennzeichen N427LJ, Werknr. 24-100) zahlreiche FAI-Rekorde auf.

## Produktion
Vom Learjet 24 wurden insgesamt 259 Serienmaschinen gebaut. Davon 81 der Standard 24 oder 24A-Variante, 49 Stück von der Variante 24B, 99 Stück des Typ 24D und 29 vom Typ 24E oder 24F.

## Varianten

### Learjet 24A
Standardausführung: 11 wurden aus bestehenden Learjet 23 umgebaut. Startmasse 5902 kg.

### Learjet 24B
Verbesserte Ausführung mit 2 × General Electric CJ-610-6 und 6129 kg maximale Startmasse.

### Learjet 24C
Variante wie 24B, jedoch ohne Rumpftank, also mit reduzierter Reichweite. Startmasse 5675 kg. Nicht produziert.

### Learjet 24D
Wie Learjet 24C, jedoch durch geänderte Flächentanks wieder vergrößerte Reichweite und Startmasse 6129 kg. Die bislang runden Kabinenfenster wurden durch eckige ersetzt.

### Learjet 24E
Wie Learjet 24D, jedoch in einer besonderen Ausrüstung für Lufttaxi-Unternehmen. Die Langsamflugeigenschaften konnten verbessert werden.

### Learjet 24F
Wie Learjet 24D, jedoch wieder mit zusätzlichem Rumpftank. 2 × General Electric CJ-610-8A. Die Langsamflugeigenschaften konnten verbessert werden.

## Technische Daten
| Kenngröße             | Daten des Learjet 24F                             |
| --------------------- | ------------------------------------------------- |
| Besatzung             | 2                                                 |
| Passagiere            | max. 6                                            |
| Länge                 | 10,84 m                                           |
| Spannweite            | 13,18 m                                           |
| Höhe                  | 3,73 m                                            |
| Flügelfläche          | 21,46 m²                                          |
| Flügelstreckung       | 8,1                                               |
| Leermasse             | 3.204 kg                                          |
| Startmasse            | 6.129 kg                                          |
| Antrieb               | 2 × General Electric CJ610-8 mit je 13,6 kN Schub |
| Höchstgeschwindigkeit | 880 km/h                                          |
| Reisegeschwindigkeit  | 793 km/h                                          |
| Dienstgipfelhöhe      | 15.545 m                                          |
| Reichweite            | 2.731 km                                          |

## Verbleib
Im Jahre 2001 waren noch 210 Learjet 24 im Einsatz. Insgesamt gingen 39 Maschinen durch Unfälle verloren (Stand 02/2004).